# Julius Fučík (compositor)
Julius Ernest Wilhelm Fučík (18 de julho de 1872 – 25 de setembro de 1916) foi um compositor e condutor de banda militar checo. Ele tornou-se um compositor prolífico, com mais de 400 marchas, polcas, valsas e em seu nome. Como a maior parte de seu trabalho era para bandas militares, ele é por vezes conhecido como o "Sousa da Boêmia".
Hoje, suas marchas ainda são tocadas como música patriótica na República Checa. Sua reputação mundial repousa principalmente em duas obras: "Marcha Florentina" popular em grande parte da Europa e da "Entrada dos Gladiadores" (Vjezd gladiátorů), que é amplamente reconhecida, muitas vezes sob o título "Thunder e Blazes", como um dos temas mais populares para palhaços de circo.
Fucik era o irmão do cantor da ópera e baixista Karel Fucik e tio do jornalista Julius Fucik, que foi executado pelo regime nazista.

## Biografia

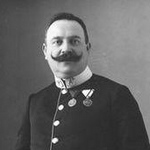
Julius Fučík

Fucik nasceu em Praga, Boêmia, em 18 de Julho 1872, quando Praga fazia parte do Império Austro-Húngaro. Como estudante, ele aprendeu a tocar fagote com Ludwig Milde, violino com Antonín Bennewitz, e vários instrumentos de percussão, depois de estudar composição com Antonín Dvořák.
Em 1891, ingressou-se no 49.º Regimento Austro-Húngaro como um músico militar. Inicialmente, ele tocou em Krems, sob a regência de Josef Wagner. Em 1894, Fucik deixou o exército para assumir uma posição de segundo fagotista no teatro alemão em Praga. Um ano mais tarde, ele tornou-se o regente do Coro Danica na cidade croata de Sisak. Durante este tempo, Fucik escreveu uma série de peças de música de câmara, principalmente para clarinete e fagote.
Em 1897, ele voltou ao exército como o maestro para o 86.º Regimento de Infantaria, com sede em Sarajevo. Pouco depois, ele escreveu sua mais famosa peça, a "Entrada dos Gladiadores". O interesse de Fucik na história romana levou-o a nomear a marcha como ele fez. Em 1910, o compositor canadense Louis-Phillipe Laurendeau a adaptou para uma pequena banda, sob o título "Thunder e Blazes." É nesta versão que a peça é mais familiar, universalmente associada com a aparência dos palhaços em uma performance de circo.
Em 1900, a banda de Fucik foi transferida para Budapeste, onde Fucik descobriu que havia oito bandas regimentais prontas para tocar suas composições, mas ele também enfrentou mais concorrência para serem notadas. Por ter mais músicos à sua disposição, Fucik começou a experimentar com transcrições de obras orquestrais.
Em 1910, Fucik mudou-se novamente, voltando a Boêmia, onde ele se tornou o maestro do 92.º Regimento de Infantaria, em Theresienstadt. Na época, a banda foi um das melhores do Império Austro-Húngaro e Fucik fez turnê com ela, dando concertos em Praga e Berlim, para um público de mais de 10.000 pessoas.
Em 1913, Fucik estabeleceu-se em Berlim, onde ele começou sua própria banda, a Prager Tonkünstler-Orchester, e uma empresa de edição musical, Tempo Verlag, para comercializar suas composições. Sua sorte começou a diminuir com a eclosão da Primeira Guerra Mundial. Sob as privações da guerra, os negócios de Fucik falharam e sua saúde piorou. Em 25 de Setembro de 1916, Julius Fucik morreu em Berlim com 44 anos de idade. Ele está enterrado no Cemitério Vinohrady em Praga.

## Principais obras
Marchas
- Vjezd gladiátorů op. 68 (Entrada dos Gladiadores) (1897)
- Salve Imperator op. 224 (1898)
- Danubia op. 229 (1899)
- Triglav op. 72 (1900)
- Pod admirálskou vlajkou (1901)
- Mississippi River (1902)
- Fantastický pochod (Marche fantastique) (1902)
- Triglav (1903)
- Stále vpřed (Sempre avanti) (1904)
- Stráž Slovanstva (1907)
- Florentinský pochod op. 214 (Marcha Florentina) (1907)
- Veselí venkovští kováři (1908)
- Hercegovac op. 235 (1908)
- Boží bojovníci (1911)
- Vítězný meč (1913)
- Zvuky fanfár (1914)
- Schneidig vor op. 79
- Stále kupředu op. 149
- Die Regimentskinder op. 169
- Attila op. 211
- Die Lustigen Dorfschmiede op. 218
- Uncle Teddy op. 239
- Furchtlos und Treu op. 240
- Die Siegesschwert op. 260
- Leitmeritzer Schuetzenmarsch op. 261
- Einzug der Olympischen Meisterringer op. 274
- Fanfarenklaenge op. 278
- Erinnerung an Trient op. 287
- Nasim hrdinum op. 289
- Siegestrophaen op. 297
- Gigantic op. 311

Valsas e Polcas
- Ideály snů – valsa (1900)
- Od břehu Dunaje – valsa (1903)
- Escarpolette – valsa (1906)
- Polca virtuoso para fagote Starý bručoun (1907)
- Zimní bouře – valsa (1907)
- Dunajské pověsti – valsa (1909)
- Baletky – valsa (1909)
- Od břehu Dunaje - valsa
- Vom Donauufer op. 135 - valsa
- Liebesflammen op. 248 - valsa
- Vojenský (Il soldato) op. 92

Outros trabalhos
- Aberturas concertantes Marinarella op. 215 (1907) e Miramare (1912)
- Suíte Sinfônica Život (Life) (1907)
- St. Hubertus op. 250 - abertura
- Winter Storm op. 184
- Composições camerísticas para clarinete e fagoteReferências

- Baker's Biographical Dictionary of Musicians, 2001.
- Biography at www.klassika.info (in German)
- Biography at www.planet-vienna.com (in German)
- Oxford Music Online.